# Антички новац у Црној Гори
На територији Црне Горе, најстарији пронађени новац је грчки „статер“, из IV вијека прије нове ере.

## Илирска ковница новца у Рисну
Три врсте нађеног илирског новца, потичу из III односно II вијека старе ере. Често се овај новац назива „рисанским“, јер је прва ковница новца, на територији данашње Црне Горе, била у Рисну. Код прве врсте новца на аверсу је лик божанства са брадом, а на реверсу лик богиње Артемиде, са натписом „RIZO(N)O“. Друга врста илирског новца потиче из владавине краља Бајалоса, са његовим и ликом и натписом: „BASILEOS BALAION“. Трећа врста новца припада Бајалосовим насљедницима.

## Римски новац
На данашњем простору Црне Горе, јавља се римски новац, одмах послије 168. године старе ере, када је Рим покорио Илирску државу. Највише је сачуваног новца са ликом цара Константина. Од 398. године почиње доминација новца Источног римског царства (Византије).

## Византијски новац
На овом простору је пронађен Византијски бакарни новац „folles“, сребрни „siluqua“ и златни „solidus“.